# Anja Boche
Anja Boche (née le 8 octobre 1981 à Schwerin) est une actrice allemande. 

## Filmographie

### Cinéma
- 2005 : L'Annulaire
- 2009 : Weihnachten in der Wüste

### Télévision

#### Téléfilm
- 2004 : Die Dreigroschenoper
- 2005 : L'Intrigant (Der Vater meiner Schwester)
- 2007 : Einfache Leute
- 2008 : Marie Brand und die tödliche Gier
- 2009 : Le parfum des secrets (Wiedersehen in Rose Abbey)
- 2010 : Noël au royaume des mille et une nuits (Weihnachten im Morgenland)

#### Série télévisée
- 2004 : Les Enquêtes du professeur Capellari (Die Verbrechen des Professor Capellari) (saison 1, épisode 17 : Der letzte Vorhang) : Julia
- 2005 - 2010 : Großstadtrevier (3 épisodes)
- 2005 : Mission sauvetages (Die Rettungsflieger) (saison 9, épisode 7 : Signes du ciel) : Zoé Karmann
- 2005 : Einsatz in Hamburg (saison 1, épisode 6 : Superzahl: Mord) : Marietta Peeneberg
- 2007 : Notruf Hafenkante (saison 1, épisode 7 : Alles hat seine Zeit) : Denise Meinhardt
- 2007 - 2009 : Wege zum Glück (26 épisodes) : Nora van Weyden
- 2009 : In aller Freundschaft (saison 12, épisode 20 : Nichts als Erinnerung) : Dr. Franzi Fiedler
- 2010 : Section criminelle (SOKO Köln) (saison 7, épisode 20 : Hexen, Huren, Henker) : Isa Bergmann
- 2010 : Une équipe de choc (Ein starkes Team) (saison 1, épisode 47 : Blutsschwestern) : Susan Köster
- 2010 : Danni Lowinski (saison 2, épisode 4 : Träume) : Denise Gerhardt
- 2012 : Mord mit Aussicht (saison 3, épisode 2 : Terror in Hengasch) : Jacqueline Schildknecht
- 2012 : SOKO Stuttgart (saison 3, épisode 24 : Papakind)